# Erik Arbin
Erik Wilhelm Arbin, född 13 september 1892 i Norrköping, död 27 december 1960 i Täby församling, Stockholms stift, var en svensk präst. Han var gift med Öllegård Åkerhielm.
Erik Arbin var son till fängelsepredikanten Wilhelm Arbin. Han avlade studentexamen i Stockholm 1911 och studerade från 1913 vid Uppsala universitet, där han blev teologie kandidat 1916 och teologie licentiat 1923. Arbin prästvigdes för Uppsala ärkestift 1917, blev pastorsadjunkt i Gustaf Vasa församling samma år, 1919 pastorsadjunkt i Engelbrekts församling och 1925 komminister där. År 1939 blev han kyrkoherde i Johannes församling och samma år ledamot av Stockholms domkapitel. Arbin tillhörde de ledande inom Oxfordgrupprörelsen och kom att utföra en uppmärksammad insats inom Stockholms religiösa liv. Han utgav Mellan fyra ögon (1941).